# Fused
Fused è il terzo disco solista di Tony Iommi. Segna la terza collaborazione con Glenn Hughes e Bob Marlette nonché la seconda con Kenny Aronoff (già presente su Iommi).

## Il disco
Il processo compositivo venne iniziato da Iommi e Marlette; successivamente il chitarrista si presentò a Hughes chiedendogli di cantare sulle musiche già pronte. Il cantante acconsentì, si occupò dei testi e partecipò alla stesura di altre musiche con il duo. L'album venne registrato nei Monnow Valley Studios in Galles nel dicembre del 2004 e prodotto da Marlette con l'ausilio dello stesso Iommi. 

La versione per il mercato giapponese ha una canzone in più; esistono inoltre due tracce inedite, una disponibile su iTunes, l'altra su Real.com.

## Curiosità
Per lungo tempo prima dell'inizio ufficiale della preparazione del disco, girarono voci secondo le quali i brani sarebbero stati tutti composti da Iommi in collaborazione con l'ex cantante dei Pantera Phil Anselmo (già presente in Iommi), che avrebbe dovuto anche cantare l'intera opera.

## Tracce
1. Dopamine
2. Wasted Again
3. Saviour Of The Real
4. Resolution Song
5. Grace
6. Deep Inside A Shell
7. What You're Living For
8. Face Your Fear
9. The Spell
10. I Go Insane

- Canzoni composte da Iommi/Hughes/Marlette.

### Bonus track
1. Let it Down Easy (Japan bonus track)
2. The Innocence (iTunes bonus track)
3. Slip Away (Real.com bonus track)

## Formazione
- Tony Iommi - chitarra
- Glenn Hughes - voce, basso (non indicato in quali canzoni)
- Kenny Aronoff - batteria
- Bob Marlette - tastiere, basso (non indicato in quali canzoni)